# Černé nohy
Černé nohy (francouzsky pieds-noirs či singulár pied-noir) je označení francouzských usídlenců žijících v Alžírsku před jeho osamostatněním v alžírské válce.
Černé nohy byli potomci předků z Francie či jiných evropských zemí (jako Španělsko, Itálie nebo Malta), kteří se narodili v Alžírsku. Od francouzské invaze 18. června 1830 do osamostatnění roku 1962 se jim říkalo prostě Alžířané. Pojem Černé nohy začal být používán krátce před získáním Alžírské nezávislosti. Muslimští obyvatelé byli označováni prostě za muslimy či původní obyvatele. Při získání nezávislosti žilo v Alžírsku asi 1 400 000 Černých nohou, tedy asi 13 % obyvatelstva Alžírska.
Po roce 1962 jich asi 800 000 hned bylo evakuováno do Francie a zbytek postupem času také odešel, takže dnes jich v Alžírsku žije již jen nepatrný zlomek.